# K (livro)
K' é um livro de edição limitada fotográfica pela artista pop australiana Kylie Minogue e seu diretor criativo William Baker. Ele foi lançado para coincidir com sua turnê mundial KylieX2008 em 2008. Somente 1.000 cópias foram impressas, todos assinados por Minogue e Baker.
O livro contém fotografias tiradas por Baker, de Minogue em seu retorno aos palcos na turnê Showgirl: The Homecoming Tour para a turnê KylieX2008. Muitas fotografias foram inéditas. Segundo o site da cantora, "o livro documenta uma parte essencial e intensamente emocional da vida de Kylie, quando ela deu os primeiros passos corajosos de volta aos holofotes. - E sua evolução a partir desse ponto" 
O livro estava disponível para venda em seus shows por £250,00.